# Moirans-en-Montagne
Moirans-en-Montagne is een gemeente in het Franse departement Jura (regio Bourgogne-Franche-Comté). De plaats maakt deel uit van het arrondissement Saint-Claude. Moirans-en-Montagne telde op 1 januari 2022 2.121 inwoners. 

## Geografie
De oppervlakte van Moirans-en-Montagne bedroeg op 1 januari 2022 26,56 vierkante kilometer; de bevolkingsdichtheid was toen 79,9 inwoners per km².

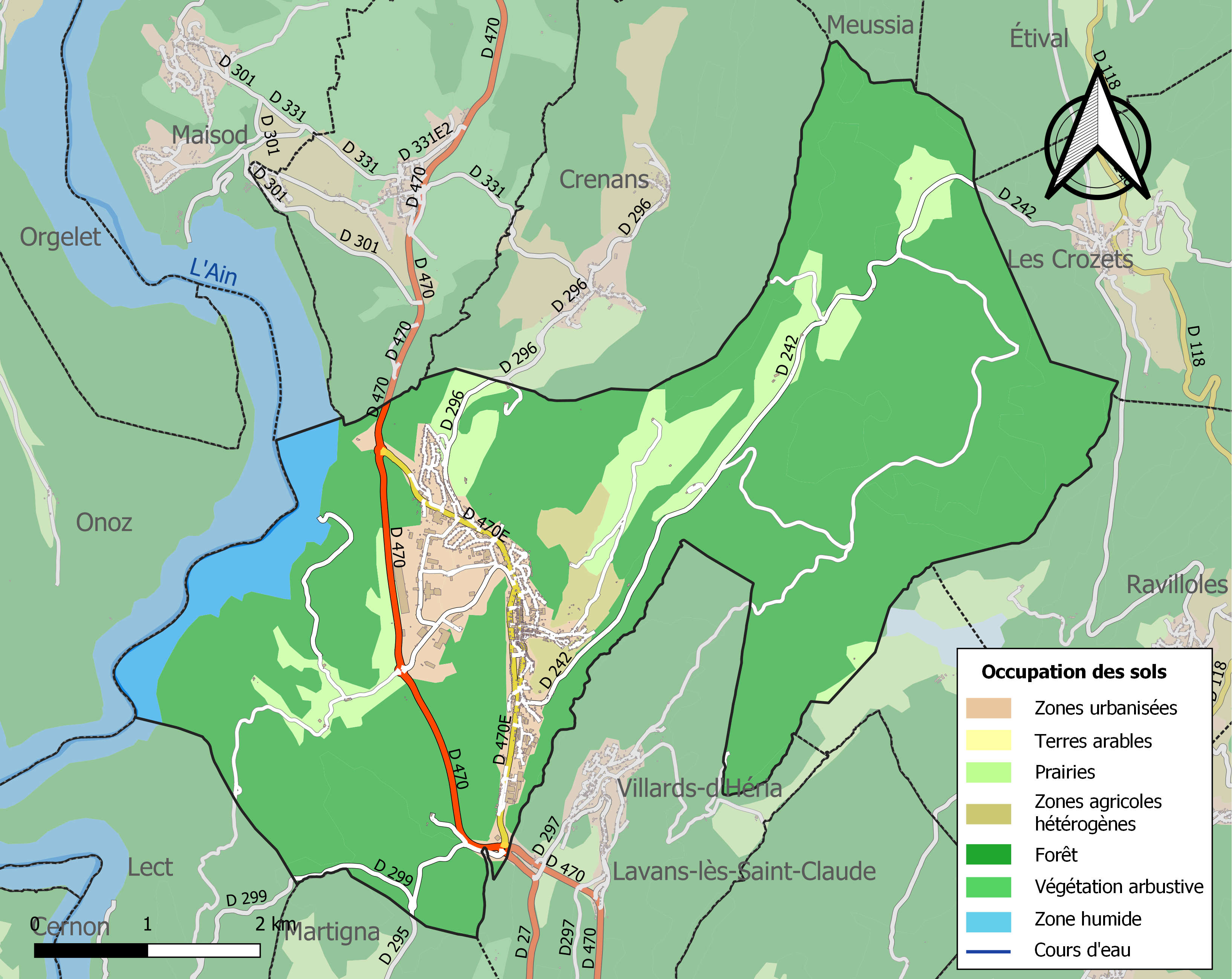
Kaart van de gemeente met de belangrijkste infrastructuur, bodemgebruik en omliggende gemeenten

## Demografie
Onderstaande figuur toont het verloop van het inwonertal (bron: INSEE-tellingen).

## Sport
Moirans-en-Montagne was in 2016 en 2023 startplaats van een etappe in de wielerkoers Ronde van Frankrijk. De Slowaak Peter Sagan won in 2016 de rit naar het Zwitserse Bern. In 2023 won de Sloveen Matej Mohorič de etappe naar Poligny.